# C. H. Böhm

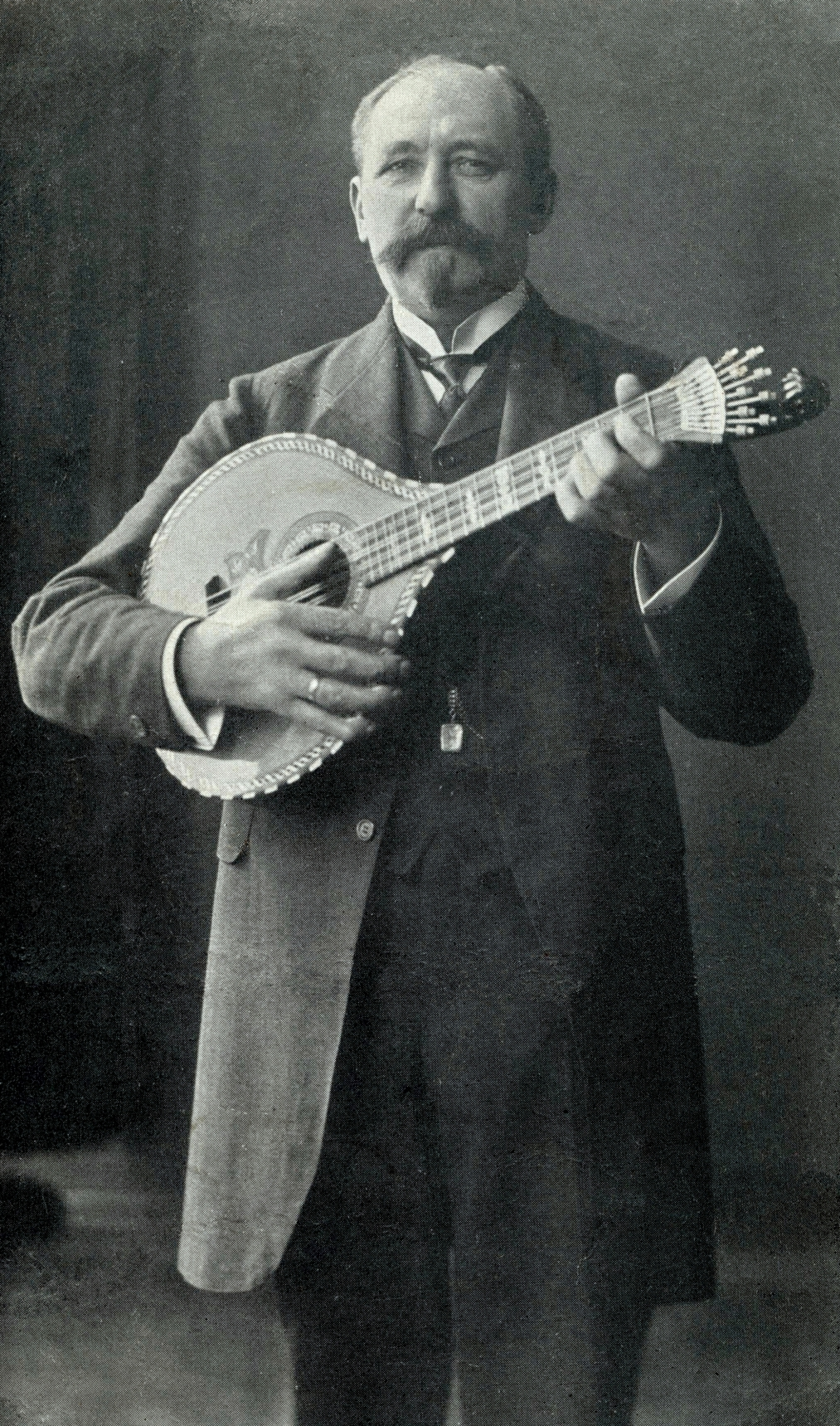
C. H. Böhm um 1905

Hermann Christoph Christian Böhm (* 3. Oktober 1863 in Meiningen; † 1. September 1934 in Hamburg) war ein deutscher Musikinstrumentenbauer.
1897 begann er in Hamburg mit der Produktion von Waldzithern, bei deren Design er sich von der Portugiesischen Gitarre inspirieren ließ. Cistern gibt es bereits seit dem Mittelalter, Böhm entwarf aber einen neuen Typ Instrument, der eine Produktion und Vermarktung in größeren Stückzahlen ermöglichte. Diese Idee wurde von anderen Instrumentenbauern aufgegriffen, zunächst in Hamburg, in den 1920er und 30er Jahren dann auch im Vogtland, dem Zentrum der damaligen Zupfinstrumentenproduktion.

## Leben und Werk
Böhm kam in Meiningen als Sohn des Braumeisters Johann Friedrich Böhm und seiner Gattin Mathilde, geborene Kaiser, zur Welt. Spätestens Anfang der 1890er Jahre lebte er in Hamburg; er heiratete am 22. April 1891 Margaretha Caroline Andresen (* 15. Juni 1862 in Hattstedt bei Husum; † 22. Oktober 1942 in Hamburg). Im Heiratsregister ist sein damaliger Beruf als Lokomotivführer angegeben, bei der Geburt seines Sohnes Ernst Wilhelm im Jahr 1896 ist er von Beruf Maschinist.
Über seine Ausbildung zum Instrumentenbauer ist nichts bekannt, er tritt in Hamburg erstmals 1897 als Produzent von Musikinstrumenten in Erscheinung. Am 11. Juni 1897 lässt sich Böhm beim Patentamt unter der No. 77344 eine von ihm „Waldzither“ genannte 9-saitige Cister als Gebrauchsmuster registrieren, am 12. August 1897 unter der No. 80548 eine Fächer- oder Schraubenmechanik; später nennt er auf den Zetteln seiner Instrumente das Jahr 1897 auch als Gründungsjahr der Firma. Die Mechaniken der frühen Instrumente von C. H. Böhm zeigen deutlich die Anleihen bei der Portugiesischen Gitarre, später vereinfachte Böhm seine Fächermechaniken aber immer weiter, bis der Bezug zur Portugiesischen Gitarre kaum noch erkennbar war.

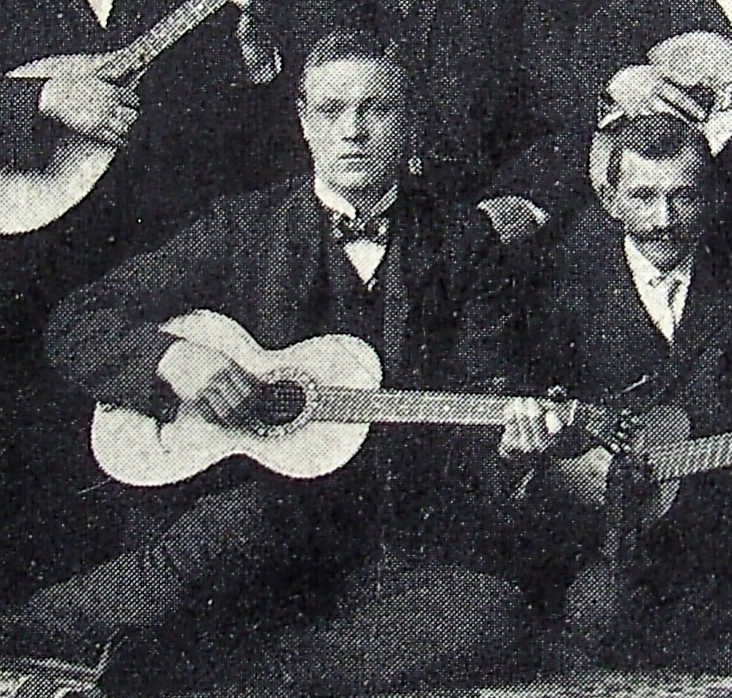
Gitarre von C. H. Böhm mit Fächermechanik

Böhm bewarb seine Waldzither geschickt als deutsche Alternative zu den Nationalinstrumenten anderer Länder (Italien: Mandoline, England: Banjo, Russland: Balalaika) und wies zudem darauf hin, dass das Instrument besonders gut geeignet sei, um es auch bei den immer mehr in Mode kommenden Wandertouren ins Grüne mitzunehmen. Auch sonst ließ er in marketingtechnischer Hinsicht keine Möglichkeit aus, um den Absatz seiner Waldzithern zu erhöhen. So gab Böhm bereits sehr früh eine eigene Waldzither-Schule heraus, organisierte Unterrichtskurse, für die er 250 Übungsinstrumente zur Verfügung stellte und gab eine Serie von Liederheften namens „Grillenscheucher“ heraus, für die er bekannte Lieder für Waldzither arrangierte. Bis etwa 1910 hatte Böhm nach eigenen Angaben berweits 5000 Waldzithern gebaut, bis zum Ende der Firma Böhm im Jahr 1942 dürften es an die 20.000 Instrumente gewesen sein.
Neben Waldzithern produzierte C. H. Böhm ab 1904 auch Mandolinen mit Fächermechanik, die er „Walddolinen“ nannte, sowie Gitarren.

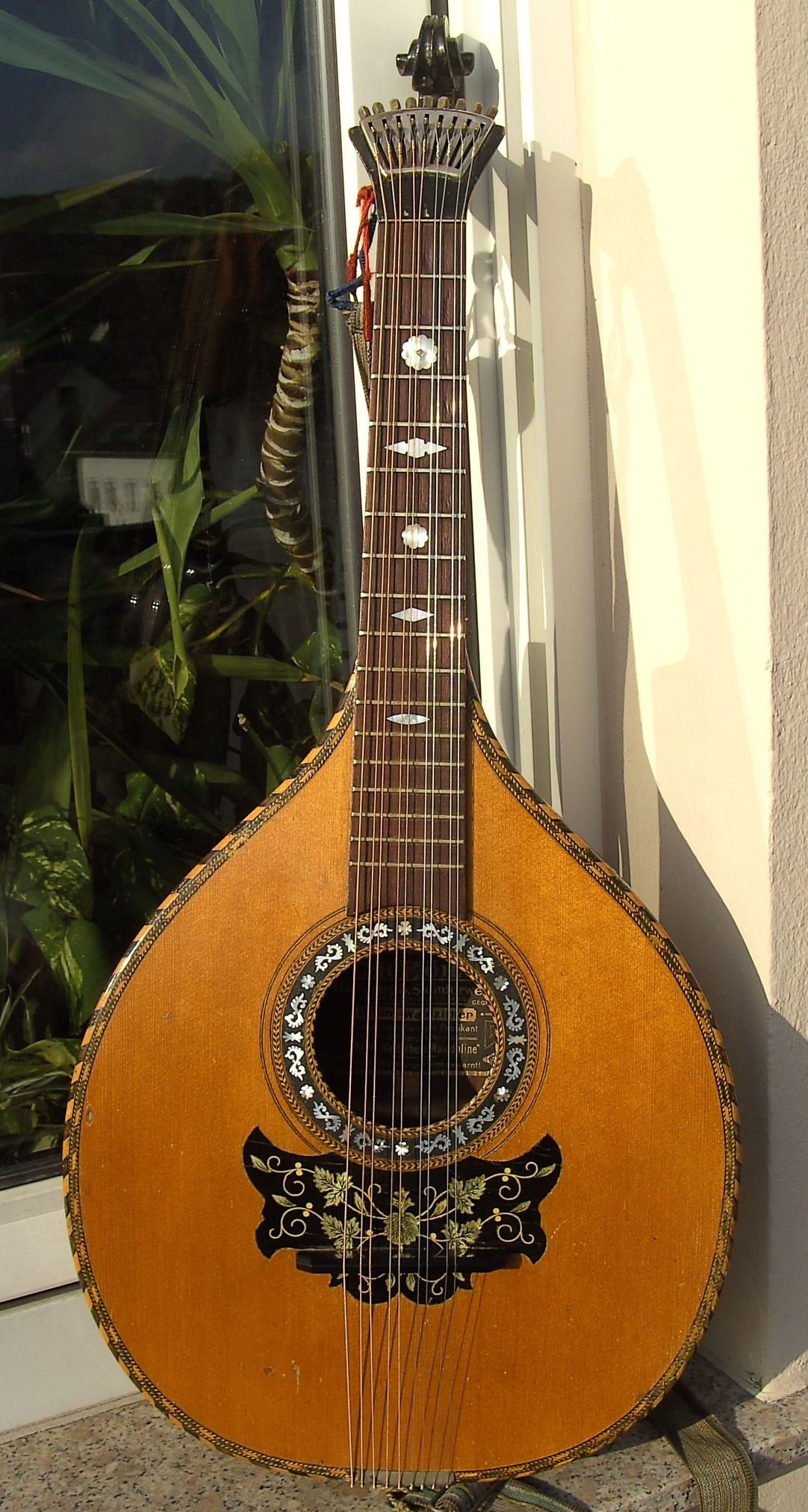
Böhm-Waldzither Nr. 3

Um 1906 hatte Böhm vier Grundmodelle seiner Waldzithern entwickelt (schlicht Nr. 1–4 genannt), sie sind auch im Katalog von 1912 abgebildet. Charakteristisch für die Böhm-Waldzithern waren dabei neben den Fächermechaniken vor allem die Stege aus Glas, die Böhm bei allen Instrumenten (auch bei der Walddoline) verwendete. Später fügte er seiner Modellpalette zwei weitere Modelle Nr. 1B und 1C hinzu; sie sind im Katalog von 1926 abgebildet.
Angeregt durch den Erfolg Böhms begannen andere Hamburger Instrumentenbauer wie Gustav Becker oder die Firma Detmering bereits vor dem Ersten Weltkrieg, eigene Waldzithern nach dem Vorbild von Böhm herzustellen. Da Böhm sich den Namen „Waldzither“ hatte schützen lassen, wurden die Instrumente von Becker jedoch als „Mandolin Zithern“ vertrieben. Nach dem Ersten Weltkrieg wurde die Waldzither-Idee auch im Vogtland, dem Zentrum der damaligen Zupfinstrumentenproduktion übernommen. d. h. es wurden Instrumente in großen Stückzahlen hergestellt und vor allem im Ruhrgebiet und in Westfalen als „Bergarbeiter-Instrumente“ vertrieben.

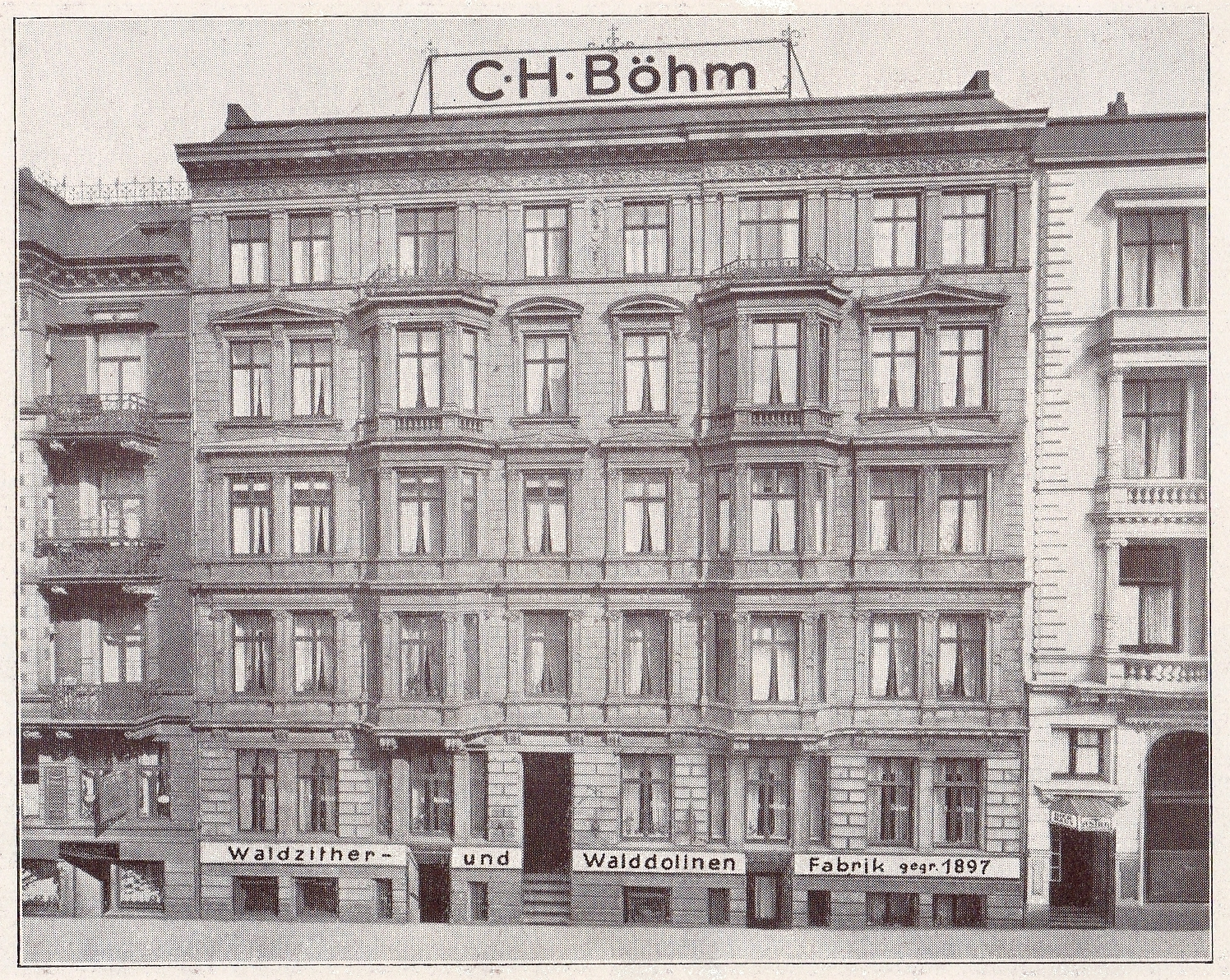
Die Firma Böhm um 1925

1918 erwarb C. H. Böhm das Haus am Steintorweg 2 in Hamburg (St. Georg), in dem sich die Firma seit 1904 befand; um 1920 expandierte die Firma noch einmal. Die größte Zahl der heute noch erhaltenen Böhm-Waldzithern stammt entsprechend aus den 1920er und 1930er Jahren; dies lässt sich durch Datierung mit Hilfe der in die Instrumente eingeklebten Zettel bzw. Signaturen überprüfen.
Nach Böhms Tod 1934 (der Erbschein wurde am 27. Februar 1935 ausgestellt) wurde die Waldzither-Produktion zunächst von seinem Sohn Ernst Wilhelm Böhm (1896–1935) fortgeführt (dies belegen Einträge in den Adress- und Telefonbüchern der Stadt Hamburg), bevor der Musikinstrumentenproduzent Georg Walther aus Adorf/Vogtland die Firma 1942 von Böhms Witwe Margaretha Caroline erwarb. Die Firma GEWA stellte bis in die 1960er Jahre hinein weiter „echte Böhm-Waldzithern“ her, die sich von Bauweise und Aussehen nur wenig von den Original-Instrumenten von Böhm unterschieden.